# Альфахарін
Альфахарін (ісп. Alfajarín) — муніципалітет в Іспанії, у складі автономної спільноти Арагон, у провінції Сарагоса. Населення — 2168 осіб (2010).
Муніципалітет розташований на відстані близько 290 км на північний схід від Мадрида, 15 км на схід від Сарагоси.
На території муніципалітету розташовані такі населені пункти: (дані про населення за 2010 рік)
- Альфахарін: 1927 осіб
- Ель-Кондадо: 168 осіб
- Лос-Уертос: 73 особи

## Демографія
Динаміка населення (INE ):